# Médaille Clemens-Winkler

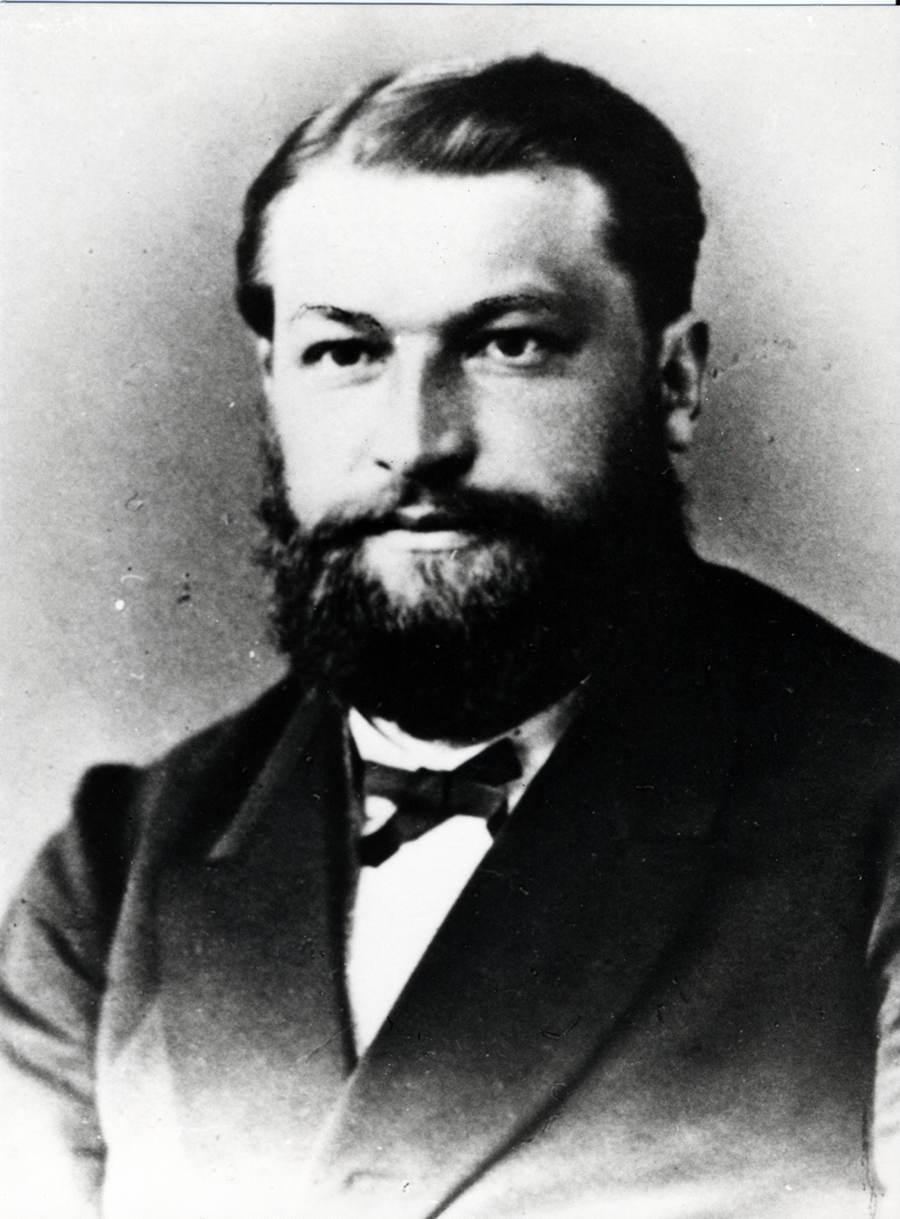
Clemens Winkler (vers 1875)

La médaille Clemens-Winkler - du nom de Clemens Winkler (1838-1904) - est décernée par la Société chimique de la RDA de 1954 à 1990. Des chimistes éminents et des chimistes du monde universitaire et de l'industrie chimique sont honorés en reconnaissance de mérites scientifiques spéciaux dans le domaine de la chimie inorganique ou générale et analytique. 
Depuis 1998, la médaille Clemens-Winkler est décernée par la section de chimie analytique de la Société chimique allemande (GDCh) à des personnes qui, grâce à "de nombreuses années d'engagement personnel, ont apporté une contribution spéciale au développement scientifique ainsi qu'à la promotion et à la reconnaissance de la chimie analytique". 

## Lauréats

### Lauréat de la Société chimique de la RDA (1954-1990)
- 1954 Franz Hein (Iéna)
- 1955 Robert Griessbach (Wolfen)
- 1956 Erich Thilo (Berlin) et Arthur Simon (Dresde)
- 1958 Anton Lissner (Freiberg)
- 1960 Kurt Schwabe (Dresde)
- 1962 Richard Müller (Radebeul)
- 1967 Günther Rienäcker (Berlin)
- 1968 Günter Adolphi (Leuna)
- 1972 Siegfried Herzog (Freiberg)
- 1976 Lothar Kolditz (Berlin)
- 1977 Nikolai Michailowitsch Schaworonkow (Moscou, URSS)
- 1978 Wolfgang Schirmer (Berlin)
- 1978 Hans-Albert Lehmann (Dresde)
- 1979 Kurt Issleib (Halle)
- 1980 Siegfried Ziegenbalg (Freiberg)
- 1981 Hans-Heinz Emons (Freiberg)
- 1982 Herbert Grunze (Berlin)
- 1983 Egon Uhlig (Iéna)
- 1984 Gerhard Ackermann (Freiberg)
- 1985 Wolfgang Wieker (Berlin)
- 1986 Alfred Tzschach (Halle)
- 1987 Rudolf Münze (Dresde)
- 1988 Gerhard Oehlmann (Berlin)
- 1989 Ehrenfried Butter (Leipzig)
- 1990 Karl-Heinz Thiele (Merseburg)

### Lauréat de la Société chimique allemande (depuis 1998)
- 1998 Wilhelm Nils Fresenius (Wiesbaden)
- 2000 Bernhard Schrader (Essen)
- 2002 Heinz Engelhardt (Sarrebruck)
- 2003 Georg-Alexander Hoyer (Berlin)
- 2005 Klaus Gustav Heumann (Mayence)
- 2006 Bernhard Welz, (Florianópolis SC, Brésil)
- 2007 Klaus K. Unger (Mayence)
- 2009 Werner Engewald (Leipzig) et Adolf Zschunke (Leipzig)
- 2010 Rudolf E. Kaiser (Bad Dürkheim)
- 2011 : Reiner Salzer (Dresde)
- 2012 : Ernst-Heiner Korte (Dortmund)
- 2013 : Otto S. Wolfbeis (Graz, Autriche)
- 2015 : Günter Gauglitz (Tübingen)
- 2017 : Karlheinz Ballschmiter (Ulm)
- 2019 : Reinhard Nießner (Munich) [2]